# Poste radar de Kellavere
Le Poste radar de Kellavere est une station radar exploitée par l'escadre de surveillance aérienne estonienne dans le village de Kellavere, où se trouve le radar de détection Lockheed-Martin AN/TPS-77(V),. Le poste radar est inclus dans le système de surveillance aérienne BALTNET couvrant l'Estonie, la Lettonie et la Lituanie.
La station radar est mise en œuvre par une dizaine de personnes.
La construction du poste radar sur les hauteurs du plateau Pandivere commencent à l'été 2001, la cérémonie de pose de la première pierre a lieu le 29 octobre 2001. Un bâtiment de deux étages recouvert de terre est construit pour l'installation du radar. La partie hors sol du bâtiment est surplombée par un dôme radar de 12,5 mètres de haut. Les travaux de construction de la base radar coûtent environ dix millions de couronnes, et le radar lui-même, avec la formation des techniciens, coûte 239 millions de couronnes (soit 15,27 millions d'euros). Le poste radar est ouvert le 21 avril 2003.